# Hawkshead
Hawkshead est un village du Royaume-Uni dans le Cumbria.

## Géographie
Hawkshead est situé juste au nord de l'Esthwaite Water (en). Le village a longtemps été connu pour ses carrières d'ardoises qui étaient les plus importantes d’Angleterre. 

## Patrimoine

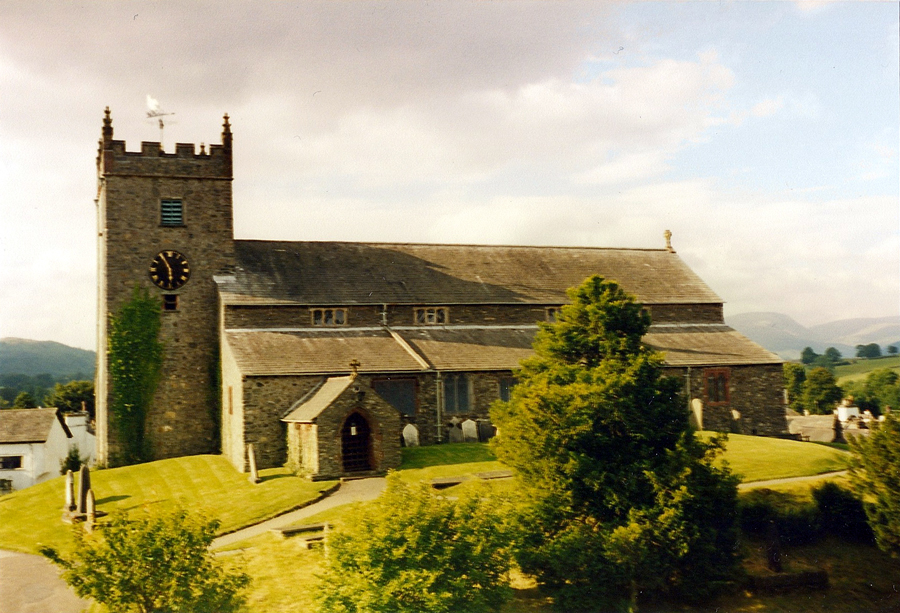
St Michael and All Angels Church à Hawkshead, construit en 1300 et reconstruit au XVIe siècle.

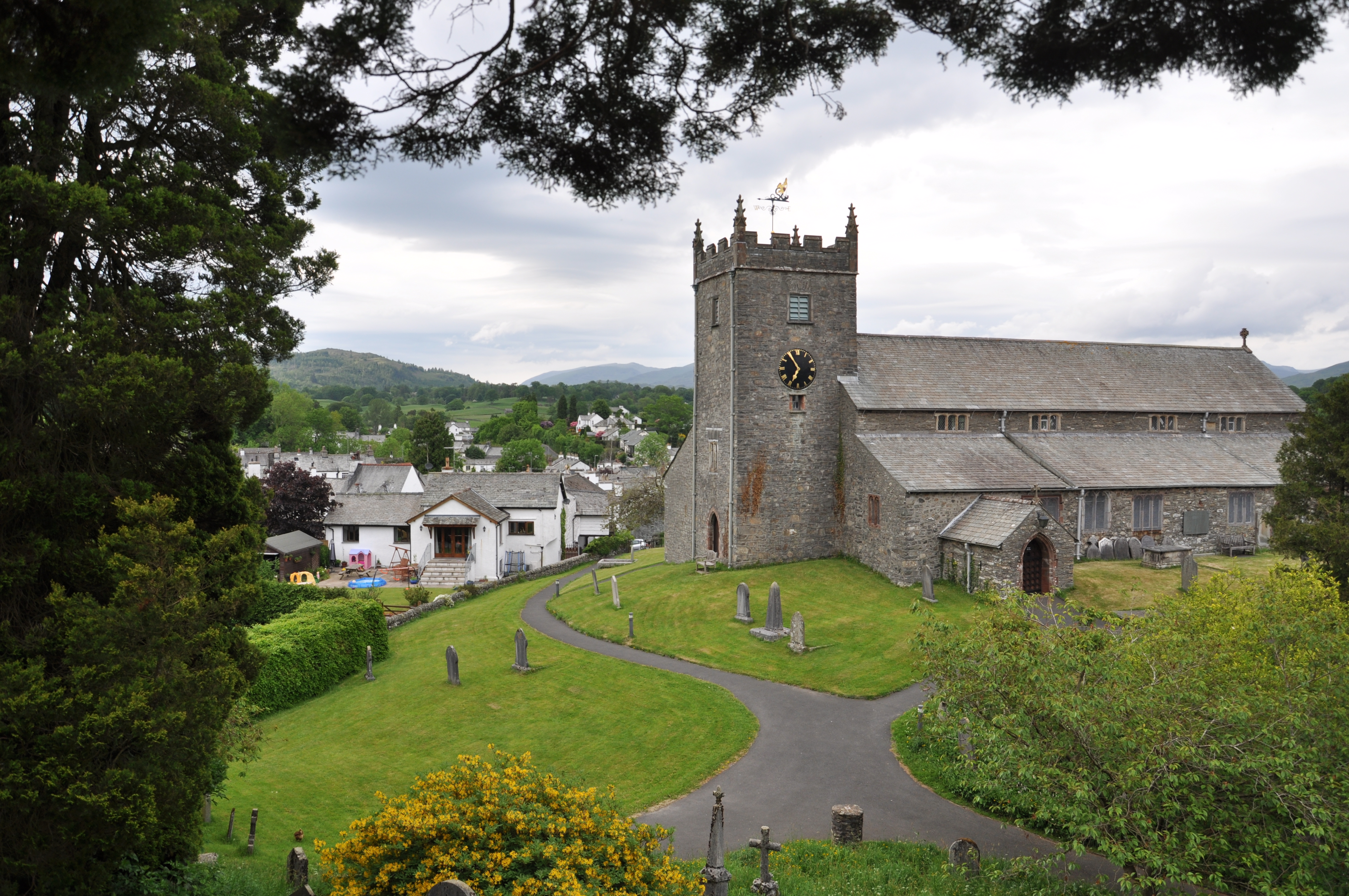
St Michael and All Angels

- Église Saint-Michel-et-Tous-les-Anges de Hawkshead